# Mistrzostwa świata bezdomnych w piłce nożnej

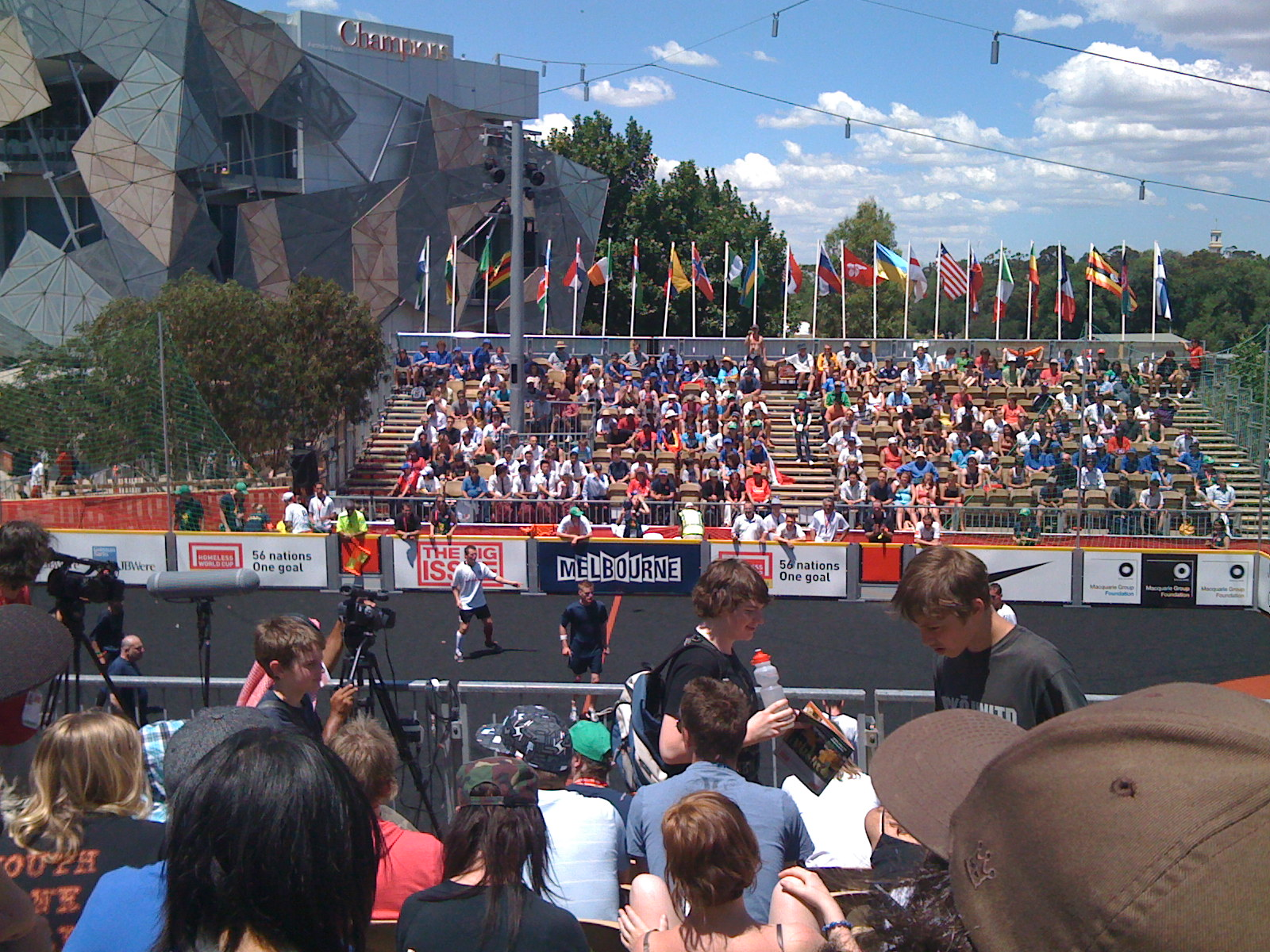
Mistrzostwa Świata 2008 w Melbourne

Mistrzostwa świata bezdomnych w piłce nożnej – międzynarodowa impreza piłkarska, w której biorą udział drużyny składające się wyłącznie z osób bezdomnych. Jest to impreza coroczna, do 2014 odbyło się dwanaście edycji tej imprezy. W 2013 organizatorem imprezy był Poznań.

## Pochodzenie
Po raz pierwszy z ideą zorganizowania imprezy piłkarskiej dla bezdomnych wystąpili Mel Young, współzałożyciel szkockiego wydania The Big Issue i Harald Schmied, wydawca austriackiej bezpłatnej gazety Megaphon – odbyło się to na międzynarodowym kongresie prasy ulicznej w Kapsztadzie pod koniec roku 2001. Pierwszy turniej odbył się 18 miesięcy później w Grazu. Okazał się on na tyle popularny, że zdecydowano się rozgrywać go cyklicznie.

## Zasady turnieju piłki nożnej bezdomnych
Turniej trwa zwykle tydzień, a w jego skład wchodzi około 200 meczów. Mecze trwają 14 minut (2 połowy po 7 minut) i rozgrywane są na boisku o rozmiarach 20 m długości i 14 m szerokości. Boisko zwykle wybudowane jest na ulicy. Drużyna składa się z 4 zawodników na boisku – 3 zawodników w polu i bramkarza – i 4 w rezerwie. Zawodnik biorący udział w imprezie musi mieć powyżej 16 lat i być bezdomnym w ciągu ostatniego roku przed imprezą, a także utrzymywać się ze sprzedaży ulicznej gazet. Ponadto w turnieju mogą brać udział osoby o statusie uchodźcy politycznego i z uzależnieniami.

## Historia

### Wyniki
| Lp.  | Rok            | Gospodarz      |            | Finał | Finał                | Finał           |              | Mecz o 3. miejsce | Mecz o 3. miejsce | Mecz o 3. miejsce | Ilość drużyn |
| Lp.  | Rok            | Gospodarz      | Mistrz     | Wynik | Wicemistrz           | Trzecie miejsce | Wynik        | Czwarte miejsce   |                   |                   | Ilość drużyn |
| I    | 2003 Szczegóły | Graz           | Austria    | 2–1   | Anglia               | Holandia        | 11–5         | Brazylia          | 18                |                   |              |
| II   | 2004 Szczegóły | Göteborg       | Włochy     | 4–0   | Austria              | Polska          | 7–4          | Szkocja           | 24                |                   |              |
| III  | 2005 Szczegóły | Edynburg       | Włochy     | 9–3   | Polska               | Ukraina         | 11–5         | Szkocja           | 27                |                   |              |
| IV   | 2006 Szczegóły | Kapsztad       | Rosja      | 1–0   | Kazachstan           | Polska          | 3–1          | Meksyk            | 48                |                   |              |
| V    | 2007 Szczegóły | Kopenhaga      | Szkocja    | 9–3   | Polska               | Liberia         | 11–5         | Dania             | 48                |                   |              |
| VI   | 2008 Szczegóły | Melbourne      | Afganistan | 5–4   | Rosja                | Ghana           | 6–4          | Szkocja           | 48                |                   |              |
| VII  | 2009 Szczegóły | Mediolan       | Ukraina    | 5–4   | Portugalia           | Brazylia        | 3–2          | Nigeria           | 48                |                   |              |
| VIII | 2010 Szczegóły | Rio de Janeiro | Brazylia   | 6–0   | Chile                | Meksyk          | 4–4 (1–0 k.) | Portugalia        | 48                |                   |              |
| IX   | 2011 Szczegóły | Paryż          | Szkocja    | 4–3   | Meksyk               | Brazylia        | 7–1          | Kenia             | 48                |                   |              |
| X    | 2012 Szczegóły | Meksyk         | Chile      | 8–5   | Meksyk               | Brazylia        | 6–2          | Indonezja         | 48                |                   |              |
| XI   | 2013 Szczegóły | Poznań         |            |       |                      |                 |              |                   |                   |                   |              |
| XII  | 2014 Szczegóły | Santiago       | Chile      | 5–2   | Bośnia i Hercegowina | Polska          | 6–6 (1–0 k.) | Brazylia          | 42                |                   |              |

### Puchar Świata Bezdomnych 2003
Odbył się w austriackim mieście Graz. W imprezie brało udział 18 reprezentacji narodowych. 109 meczów obejrzało 20 tys. widzów; na imprezę akredytowano 90 dziennikarzy i 25 stacji telewizyjnych.
1. Austria
2. Anglia
3. Holandia
4. Brazylia

Ze 141 graczy uczestniczących w zawodach, 31 znalazło regularną pracę w ciągu roku po imprezie.

### Puchar Świata Bezdomnych 2004
Zawody rozegrano w Göteborgu w Szwecji w dniach od 25 lipca do 1 sierpnia. W porównaniu z poprzednią edycją lista uczestników zwiększyła się z 18 do 24 drużyn.
1. Włochy
2. Austria
3. Polska
4. Szkocja

### Puchar Świata Bezdomnych 2005
Imprezę rozegrano w Edynburgu w dniach od 20 do 24 lipca. Początkowo imprezę miał organizować Nowy Jork, jednakże zrezygnowano z pomysłu w związku z niemożliwością otrzymania amerykańskich wiz przez bezdomnych. W turnieju brało udział 27 ekip; pięciu drużynom afrykańskim odmówiono wiz. 77 procent uczestników mistrzostw znacząco poprawiło swe warunki życia w ciągu roku po rozegraniu turnieju.
1. Włochy
2. Polska
3. Ukraina
4. Szkocja

### Puchar Świata Bezdomnych 2006
Imprezę rozegrano w Kapsztadzie w dniach od 24 do 30 września. Udział wzięło 48 reprezentacji narodowych, w których składach zagrało ponad 500 zawodników.
1. Rosja
2. Kazachstan
3. Polska
4. Meksyk

### Puchar Świata Bezdomnych 2007
Rozegrany został w Kopenhadze w dniach od 29 lipca do 4 sierpnia. Udział wzięło 48 reprezentacji narodowych i ok. 500 zawodników.
1. Szkocja
2. Polska
3. Liberia
4. Dania

### Puchar Świata Bezdomnych 2008
Turniej rozegrano w Melbourne w dniach od 1 do 7 grudnia. W imprezie wzięła udział rekordowa liczba 56 reprezentacji narodowych, w tym po raz pierwszy 8 zespołów złożonych wyłącznie z kobiet. Pierwszy w historii puchar kobiet zdobyła drużyna Zambii pokonując w finale drużynę Liberii 7:1.
1. Afganistan
2. Rosja
3. Ghana
4. Szkocja

### Puchar Świata Bezdomnych 2009
Organizatorem imprezy w 2009 był Mediolan w dniach od 6 do 13 września. Brało w niej udział około 500 zawodników z 48 reprezentacji.
1. Ukraina
2. Portugalia
3. Nigeria
4. Brazylia

### Puchar Świata Bezdomnych 2010
W dniach 19–26 września gospodarzem mistrzostw było Rio de Janeiro.
1. Brazylia
2. Chile
3. Meksyk
4. Portugalia

### Puchar Świata Bezdomnych 2014
Imprezę rozegrano w Santiago w dniach od 19 do 26 października. Udział wzięło 42 reprezentacji narodowych.
1. Chile
2. Bośnia i Hercegowina
3. Polska
4. Brazylia